# Cayaponia cruegeri
Cayaponia cruegeri är en gurkväxtart som först beskrevs av Charles Victor Naudin, och fick sitt nu gällande namn av Célestin Alfred Cogniaux. Cayaponia cruegeri ingår i släktet Cayaponia och familjen gurkväxter. Inga underarter finns listade i Catalogue of Life.